# جون ك. غريفين
جون ك. غريفين (بالإنجليزية: John K. Griffin)‏ هو سياسي أمريكي، ولد في 13 أغسطس 1789 في كلينتون في الولايات المتحدة، وتوفي بنفس المكان في 1 أغسطس 1841. حزبياً، نشط في الحزب الديمقراطي. وقد انتخب عضو مجلس نواب كارولاينا الجنوبية وانتخب عضو مجلس ولاية كارولاينا الجنوبية وانتخب عضو مجلس النواب الأمريكي.